# لو بوسکا
شهر لو بوسکا (به فرانسوی: Le Bouscat) در شهرستان ژیروند در ناحیه ناحیه آکیتن با جمعیت ۲۳٬۴۱۱ نفر در کشور فرانسه واقع شده است